# Спорный мяч (баскетбол)

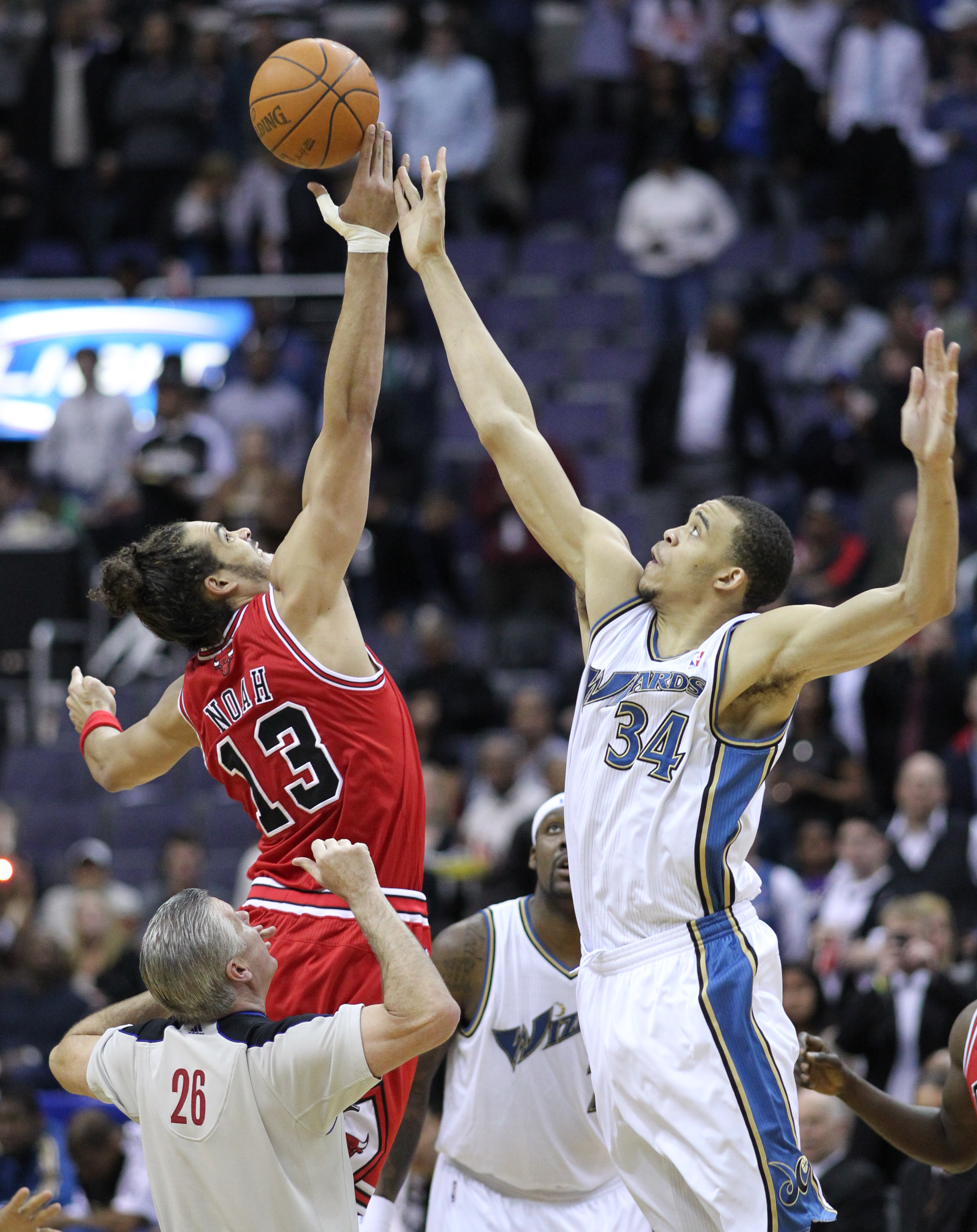
Спорный мяч в начале матча. Джоаким Ноа (слева) и Джавейл МакГи (справа)

Спорный мяч (англ. jump ball) — вбрасывание баскетбольного мяча в начале игры или после спорной ситуации, после остановки игры свистком судьи. Отсчёт чистого времени матча начинается именно с момента вбрасывания мяча в центральном круге площадки судьёй.
Спорный мяч разыгрывается между двумя игроками противоположных команд. Каждый из спорящих становится в той половине круга, которая ближе к его корзине, при этом одна нога игрока должна находиться в непосредственной близости от центральной линии. Судья подбрасывает мяч вертикально вверх так, чтобы спорящие не могли в прыжке достать его в высшей точке, и так, чтобы он падал между ними. Мяча должны коснуться один или оба спорящих лишь после достижения им высшей точки. Если мяч достигнет пола без касания по крайней мере одного из спорящих, судья должен повторить бросок. Никто из спорящих не может оставить своего места прежде, чем коснется мяча кто-либо из них двоих или оба. Любой из спорящих может коснуться мяча только дважды. В третий раз это возможно лишь тогда, когда мяч коснется одного из восьми остальных игроков, пола, корзины или щита.
Команда, которая проиграла стартовое вбрасывание, имеет право на следующее владение. При спорной ситуации, она будет вбрасывать мяч из аута, при последующем спорным или начале следующей четверти – будет вбрасывать уже первая команда. Раньше спорный мяч вбрасывался судьёй при каждой спорной ситуации, как и в начале матча, только мяч вбрасывали на штрафной линии той половины поля где произошла спорная ситуация, теперь это правило отменили и мяч вбрасывается из аута одной из команд по очередности владения.
Мяч объявляется спорным, когда:
- два игрока противоположных команд держат одну или обе руки на мяче настолько крепко, что ни один из них не может овладеть мячом без применения грубости;
- мяч выходит за пределы площадки от одновременного касания его двух игроков противоположных команд;
- судья сомневается, кто из игроков последним коснулся мяча;
- судьи не пришли к общему решению;
- мяч застревает на кольце.

В зависимости от ситуации спорный мяч может разыгрываться или между непосредственными участниками «спора», или между двумя любыми игроками команд-соперниц. Игрок, участвующий в розыгрыше спорного мяча, не может быть заменен.